# Hospital de Santa Bárbara
El hospital de Santa Bárbara es un edificio público emplazado en la ciudad de Sucre, en Bolivia, ubicada en el centro histórico, construido en el siglo XVI.

## Historia
Construido en el siglo XVI, en la ciudad de La Plata hoy Sucre, actualmente cuenta con una declaratoria municipal que establece su valor patrimonial.

## Arquitectura

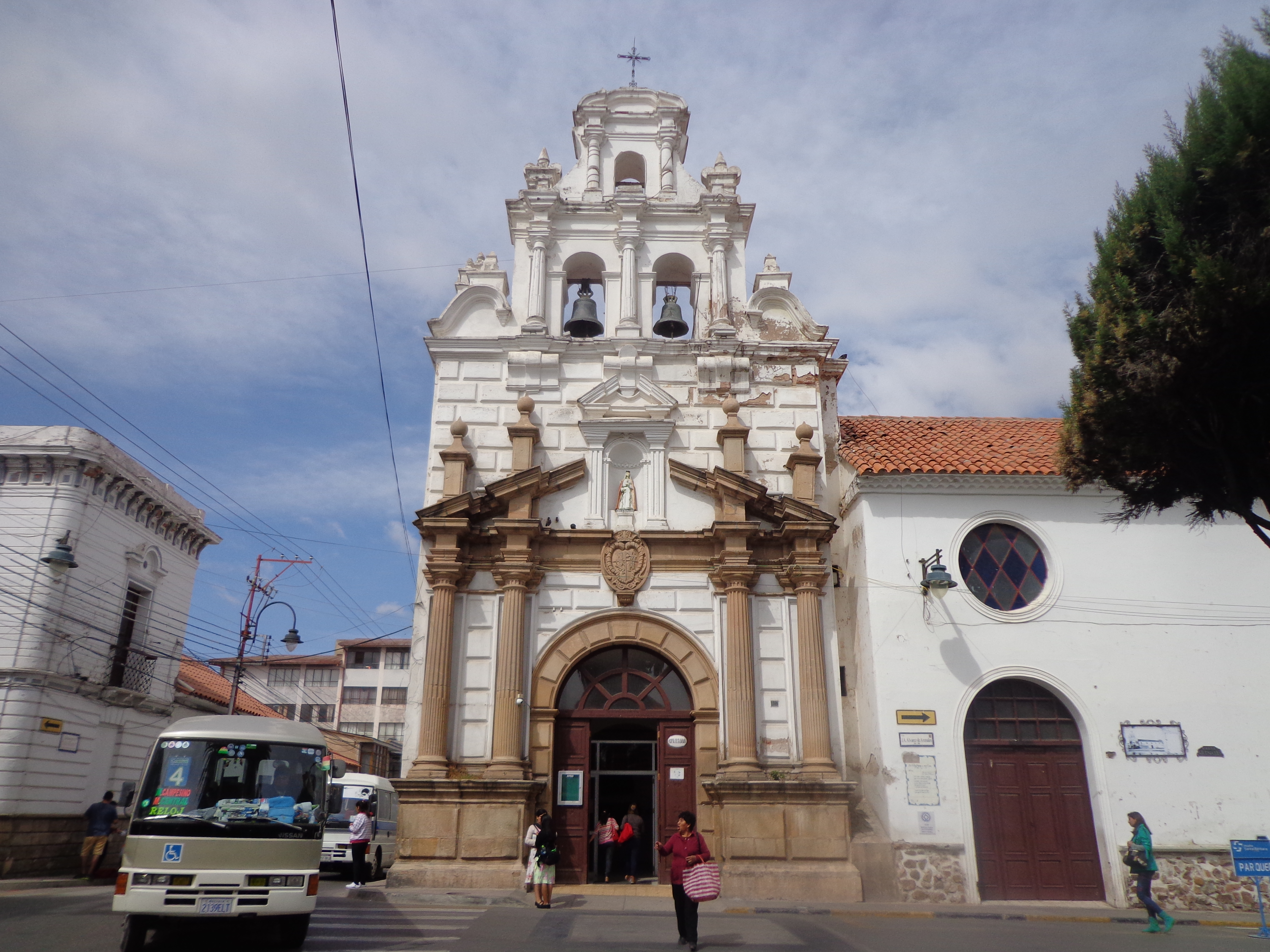
Portada de estilo renacentista y barroca.

La portada del hospital de Santa Bárbara tiene un paramento almohadillado donde se destaca el arco de medio punto, tallada en piedra (intradós, extradós, jambas y dovelas)
La portada se divide en un cuerpo de arquitectura renacentista y concluye en una espadaña con características de arquitectura barroca, se denota una simetría donde el primer cuerpo es jerarquizado por un basamento de piedra destacándose las columnas dóricas con un entablamento y un tímpano recortada por una hornacina donde se ubica la Virgen de los Dolores, concluyendo con pináculos tallados en piedra.
La espadaña cuenta con arcos de medio punto, pináculos, columnas de orden toscano, cuenta con bastante ornamentación concluyendo en su remate con una cruz latina. 

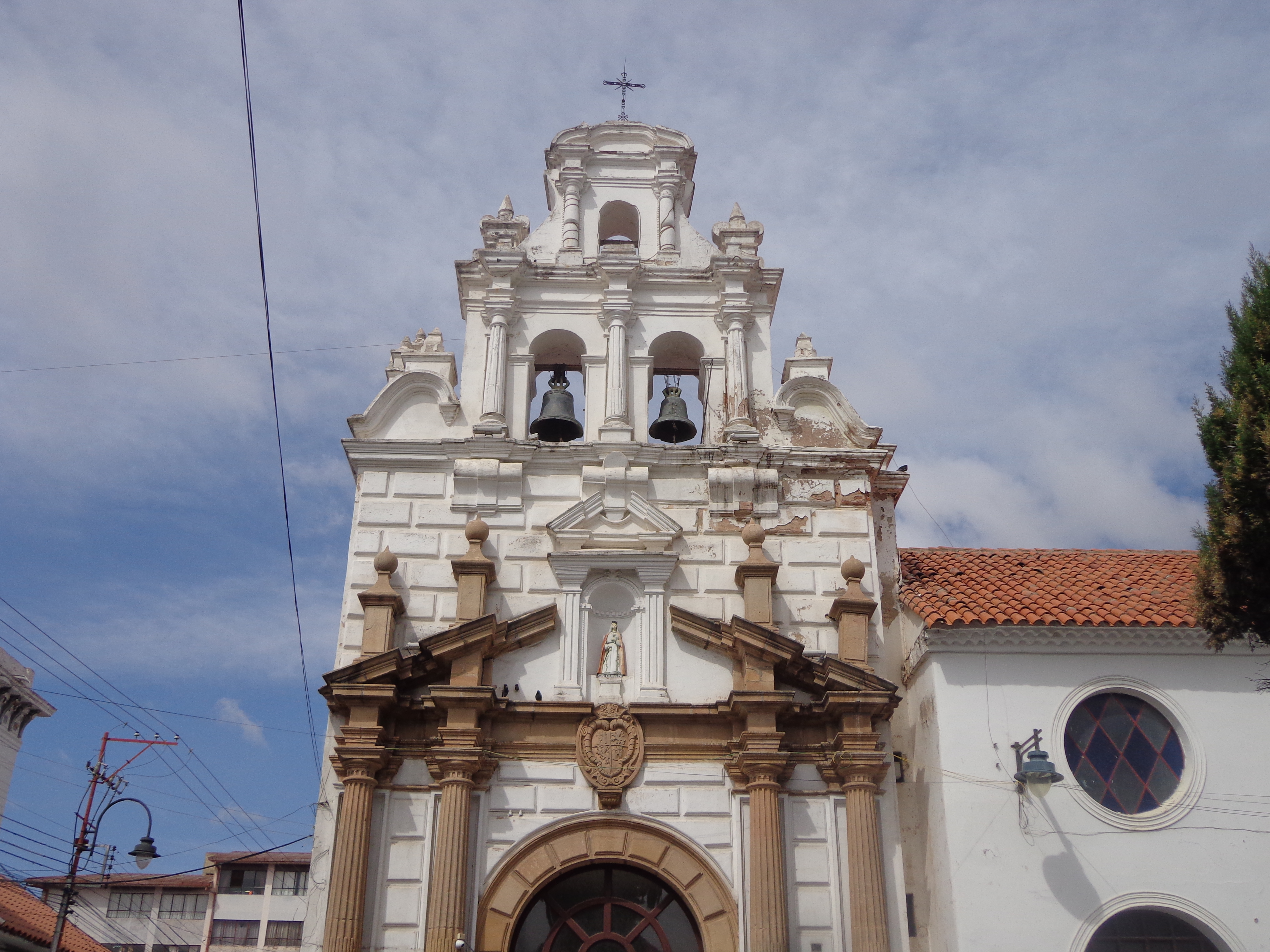
Fotografía tomada antes de su intervención donde se puede observar el deterioro de la portada.

## Intervenciones
En 2022 se realizó el mantenimiento de la portada principal realizando las siguientes actividades:
- Intervención en la fachada principal y lateral de los cuales presentaba una serie de desprendimientos en sus revoques y en sus elementos decorativos (molduras, pináculos, hornacina).
- Mantenimiento de la espadaña, interviniendo con el retiro y la reposición de revoque en mal estado, la limpieza de las campanas y la reparación de los pináculos.
- Limpieza de los elementos pétreos como el zócalo, molduras, pilastras, pináculos.
- Reparación de la  escultura de bulto (Virgen de los Dolores).